# Le Nèg'
Pour plus de détails, voir Fiche technique et Distribution.
Le Nèg' est un film dramatique québécois réalisé par Robert Morin sorti en 2002.
Il s'agit d'une forte dénonciation du racisme et de la bêtise humaine.

## Synopsis
Un enquêteur d'un patelin rural, Garry Racine, et son assistant, Jacques Plante, arrivent sur les lieux d'un drame survenu au cours de la nuit précédente : une vieille dame est morte d'une balle de fusil et un jeune Noir est gravement blessé. Ils se mettent à enquêter à la bonne franquette. Pendant que Plante inspecte les environs puis va rencontrer à l'hôtel voisin une danseuse qui aurait aussi vu quelque chose, Racine interroge les quelques témoins sur place, les questionnant à tour de rôle dans une pièce de la maison sans se soucier si les autres entendent de la pièce voisine. Malgré les mensonges et les fabulations des témoins récalcitrants, les péripéties de la nuit précédente, peu à peu détaillées en flashback par chacun, finissent par donner une image de plus en plus précise des faits réels.
Le jeune Noir, nouveau dans la région comme ouvrier agricole, avait brisé une statue de « nègre de jardin » chez une dame bien-pensante et, racisme et alcoolisme aidant, s'est attiré les foudres de certains durs à cuire ou de simples rigolos inconscients de l'endroit.

## Fiche technique
- Titre : Le Nèg'
- Titre en France : Petits meurtres d'Amérique
- Réalisation : Robert Morin
- Scénario : Robert Morin
- Musique : Bertrand Chénier
- Conception visuelle : André-Line Beauparlant
- Costumes : Sophie Lefebvre
- Maquillage : Jessica Manzo
- Coiffure : France Latreille
- Photographie : Jean-Pierre St-Louis
- Son : Marcel Chouinard et Hans Peter Strobl
- Montage : Lorraine Dufour
- Production : Lorraine Dufour
- Sociétés de production : Coop Vidéo de Montréal et Les Productions 23
- Sociétés de distribution : Les Films Christal
- Budget : 1,3 million $ CA[1]
- Pays de production :  Canada
- Langue originale : français
- Format : couleur — 35 mm
- Durée : 92 minutes
- Dates de sortie :
  - Canada : 12 septembre 2002 (première mondiale à la 27e édition du Festival international du film de Toronto)[2]
  - Canada : 23 octobre 2002 (première québécoise au cinéma Cinéplex Odéon de Beauport)[3]
  - Canada : 25 octobre 2002 (sortie en salle au Québec)[1]
  - Canada : 1er avril 2003 (DVD)[1]
  - France : 5 mai 2004 (sortie en salle)[1]

## Distribution
- Iannicko N'Doua-Légaré : le Noir
- Robin Aubert : Sylvain « Tâton » Tougas
- Emmanuel Bilodeau : Lionel « Canard » Plourde
- Vincent Bilodeau : Garry Racine
- Sandrine Bisson : Samantha
- Jean-Guy Bouchard : Bertrand Joyal
- Claude Despins : Jacques Plante
- René-Daniel Dubois : Polo
- Suzanne Lemoine : Josée Morin
- Béatrice Picard : Cédulie Lajeunesse
- Isabelle Vincent : la docteure
- Dorothée Berryman : la femme de ménage
- James Rae : Hans
- Pierre Drolet : Martial, le policier en crise
- Robert Morin : policier identification
- Gaston Caron : le coroner

## Distinctions

### Récompenses
- 2003 : Prix Jutra du Meilleur montage d’images à Lorraine Dufour

### Nominations
- 2003 : Prix Génie de la meilleure direction artistique à André-Line Beauparlant
- 2003 : Prix Génie du meilleur dessin de costumes à Sophie Lefebvre
- 2003 : Prix Génie du meilleur montage à Lorraine Dufour
- 2003 : Prix Génie du meilleur scénario original à Robert Morin
- 2003 : Prix Jutra de la meilleure réalisation à Robert Morin
- 2003 : Prix Jutra du meilleur scénario à Robert Morin